# Ketch

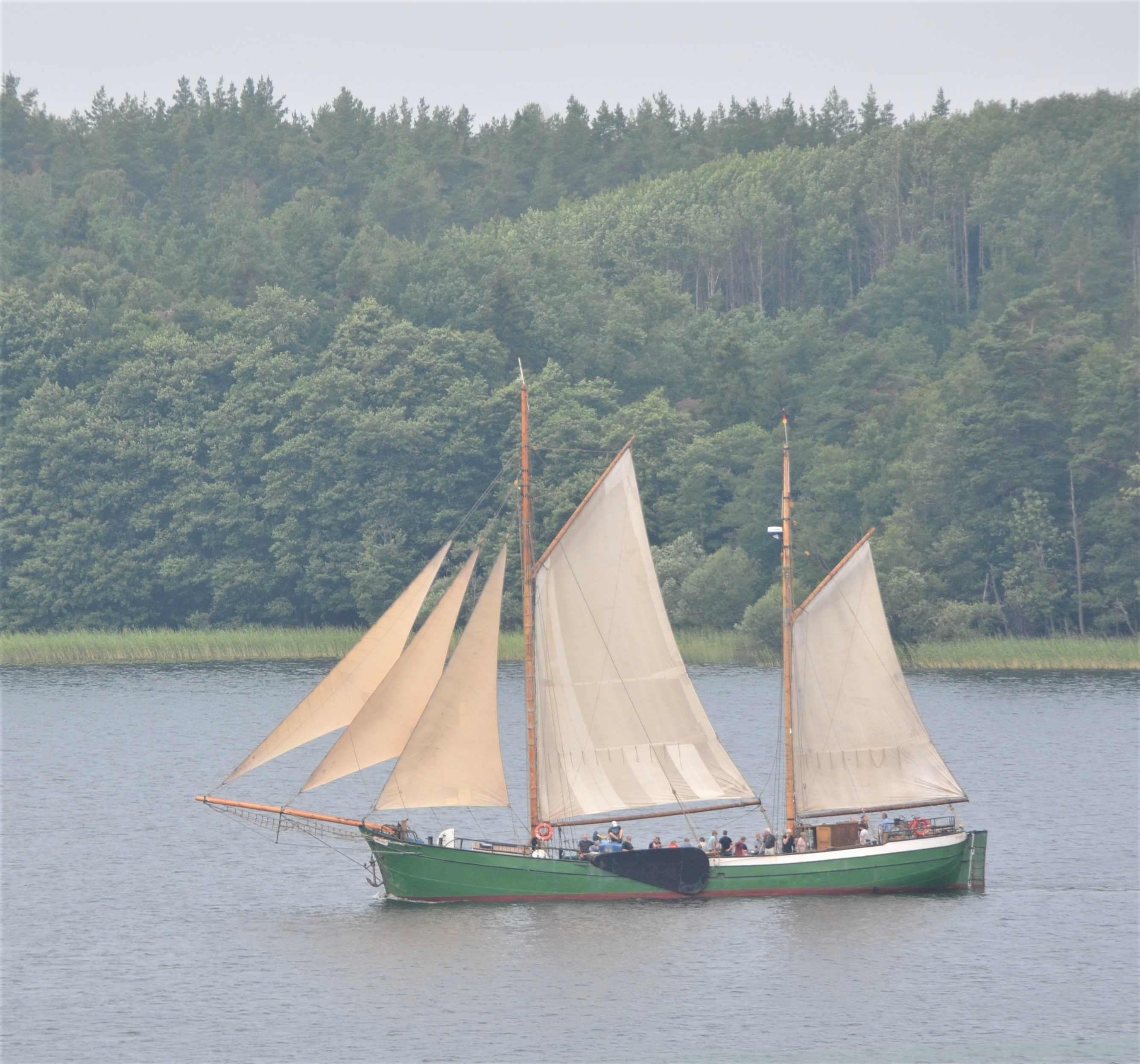
Petrine

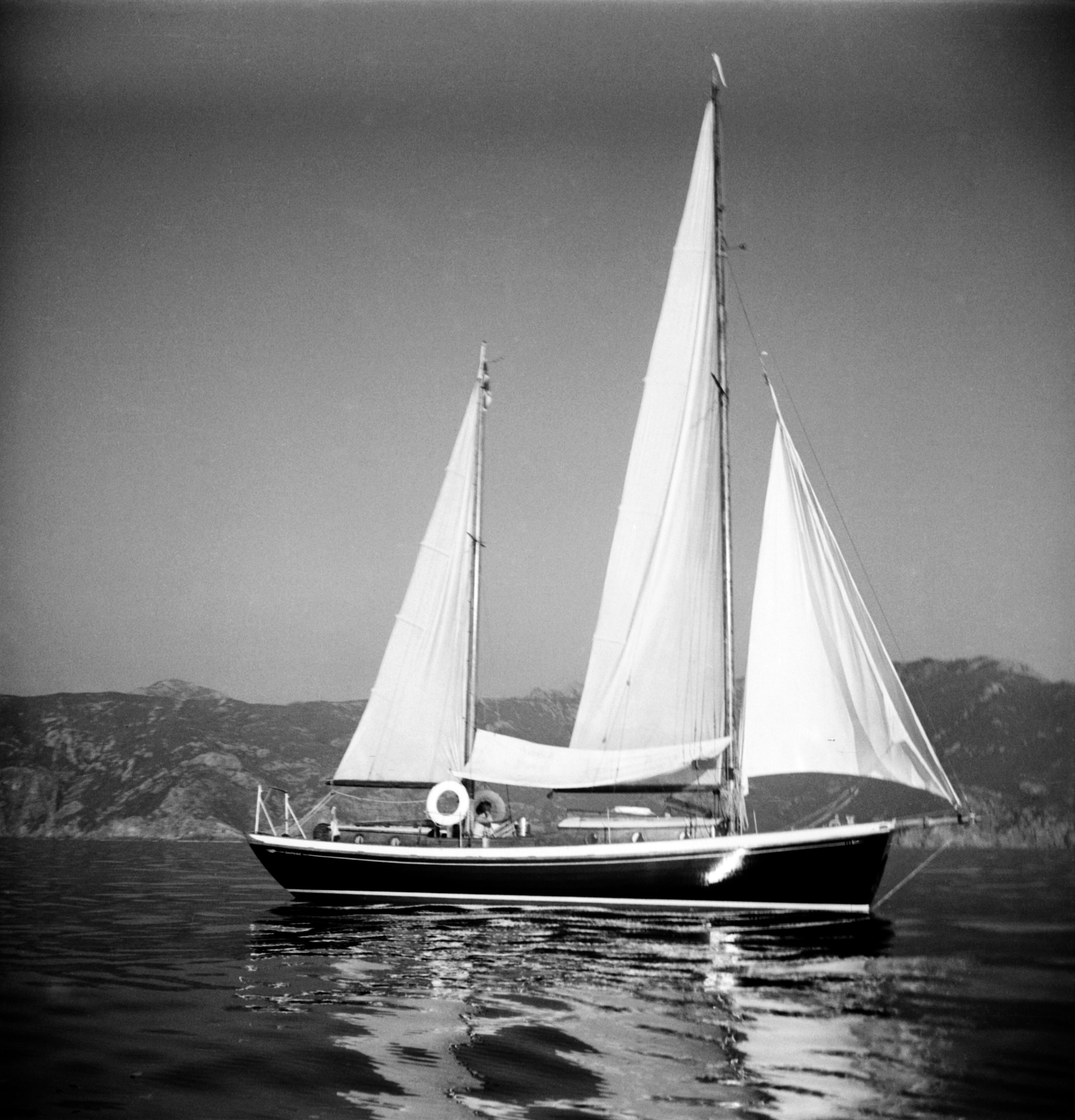
S/Y Daphne

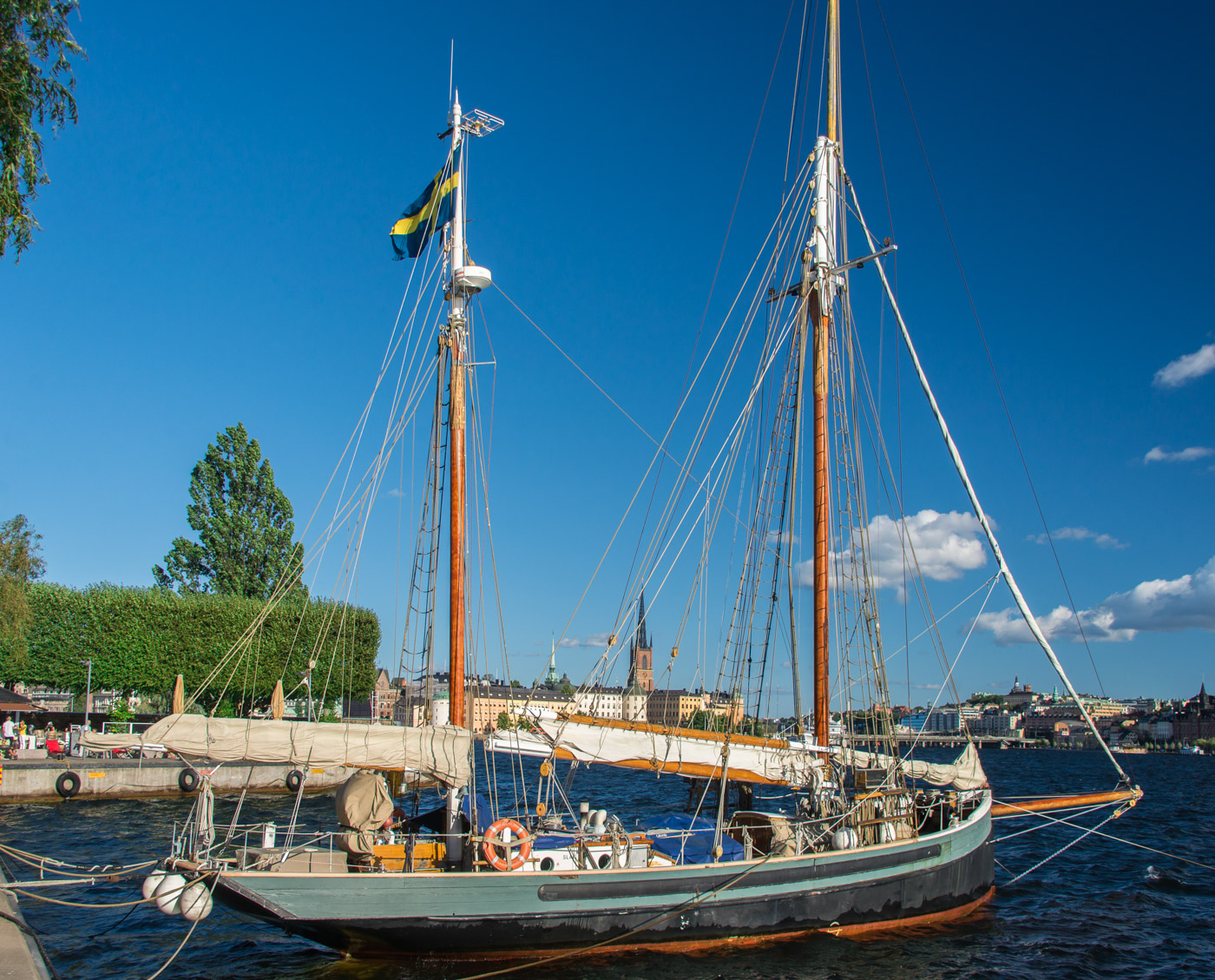
Brixhamtrålaren S/Y Tibnor, riggad som en gaffelketch, vid kajen på Norr Mälarstrand i Stockholm 2015.

En ketch är en tvåmastad segelbåt eller skuta med stormast och en aktre mindre mesanmast med relativt stor segelyta. Till skillnad från yawlens mesanmast är ketchens placerad för om rodret.
Ketchriggen var vanlig på mindre nordeuropeiska skutor och förekommer också på fritidsbåtar avsedda för långfärdssegling.
Ketchriggen skiljer sig från skonarriggen genom att det är den främre masten som är stormast (längre eller lika lång som den aktre, med större eller lika stort huvudsegel) och från yawlriggen genom att den aktra masten (mesanmasten) sitter placerad framför hjärtstocken och har en har relativt stor segelyta.
Skutor, allmogens fraktfartyg, var ofta ketchriggade. Riggen används fortfarande på fritidsbåtar avsedda för långfärdssegling. Segelytan är utspridd på många segel och också storseglet är relativt litet och lätthanterligt. Det är lätt att variera segelytan enligt behov, till exempel så att man i hård vind seglar för fock och mesan. Skonarriggen och den moderna (bermuda)slupriggen är effektivare på bidevind, men har större och därmed mer svårhanterliga storsegel.